# ダフネを追いかけるアポロン (ティエポロ)
『ダフネを追いかけるアポロン』（ダフネをおいかけるアポロン、伊: Apollo insegue Dafne, 英: Apollo Pursuing Daphne）は、イタリアのロココのヴェネツィア派の画家ジョヴァンニ・バッティスタ・ティエポロが1755年から1760年頃に制作した神話画である。油彩。主題はオウィディウスの『変身物語』第1巻で言及されているギリシア神話のニンフ・ダフネへのアポロンの恋から採られている。1765年から1766年。現在はワシントンD.C.のナショナル・ギャラリー・オブ・アートに所蔵されている。また異なるバージョンがパリのルーブル美術館に所蔵されている。

## 主題
ダフネはテッサリア地方の河神ペネイオスの娘である。あるときアポロンはキューピッド（ギリシア神話のエロス）が弓矢を引き絞っているのを見て小馬鹿にした。するとキューピッドは腹を立ててアポロンを決して報われない恋で苦しめてやろうと考え、アポロンを金の矢で、ダフネを鉛の矢で射抜いた。すると射られた2人はあべこべの感情に支配され、アポロンはダフネに恋い焦がれて追い回し、ダフネはこれを拒絶して逃走した。ダフネは父であるペネイオスのもとまで逃げ、アポロンから逃げ切るために父に願って月桂樹に変身した。

## 作品

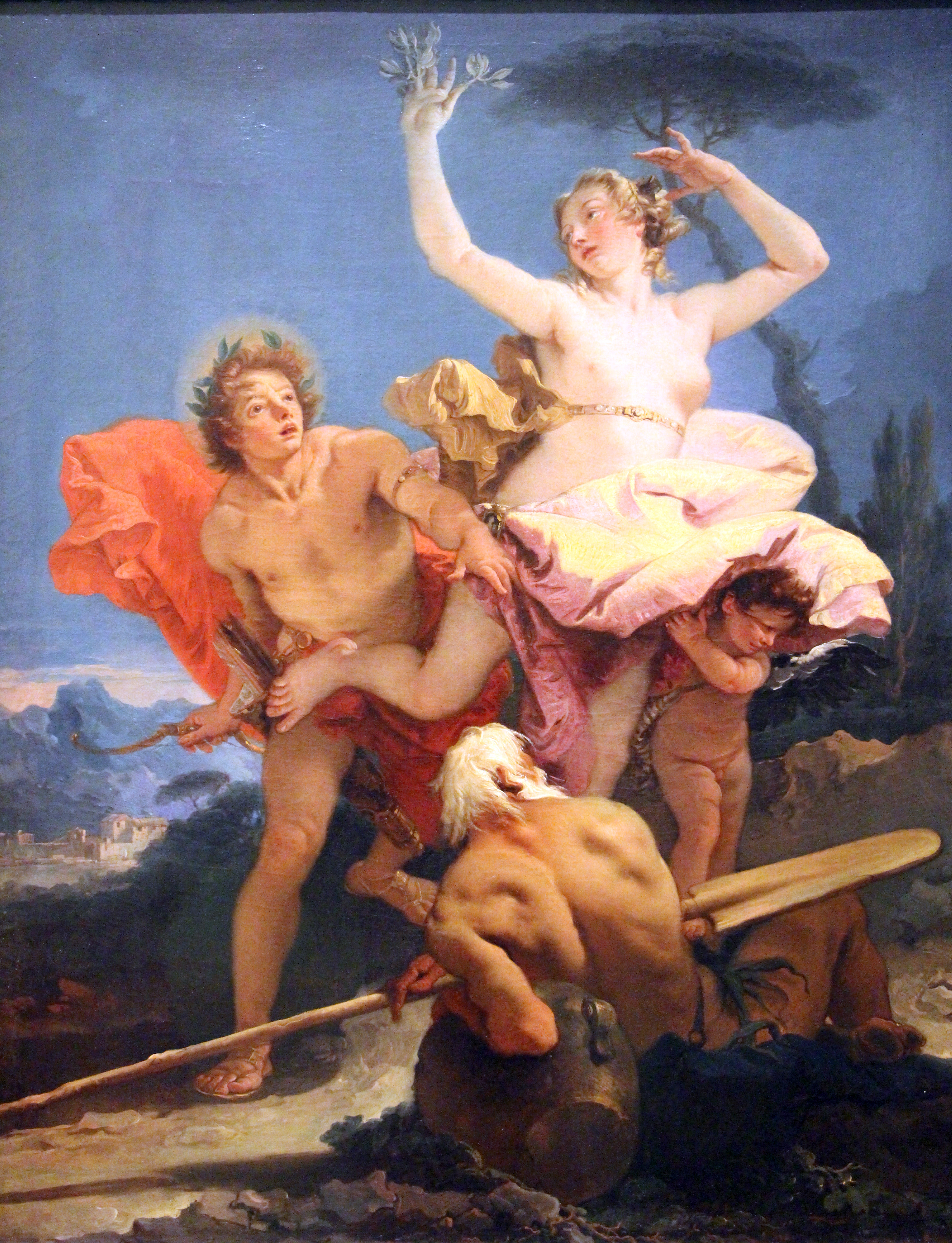
別バージョンの『アポロンとダフネ』。1743年から1744年。ルーブル美術館所蔵。

ティエポロはアポロンから逃げ切るために月桂樹に変身するダフネを描いている。ダフネは父である河神ペネイオスが傍らに置いた川の水が流れ出る大きな壺と白い布の上に背を向けて座った裸の女性である。彼女はまるでアポロンから逃げるかのように身体を後ろに仰け反らせ、肩越しに鑑賞者のほうを見つめている。怯えるように挙げた両手の指先は枝となり、葉が芽吹いている。また片方の足は幹と化し、大地に根を下ろしている。そんな娘の身体をペネイオスは下から支えている。アポロンは画面右から羽織ったサフラン色のマントをはためかせながら追いかけてきて、ダフネを右手で指差している。アポロンは輝く金髪に月桂冠をかぶり、腰に矢筒を吊り下げ、サンダルを履いている。ペネイオスは長い顎鬚を持つ老人として表された。老いてはいるがその身体は筋肉質で、茶褐色の肌をしており、腰を赤い布で覆い、その足元には1本の鋤が転がっている。赤い布は大地の上に広がり、その上に大きな壺から川の水が流れ出ている。白い布の陰にはキューピッドが身を隠している。ティエポロはこの場面を描く舞台として奥深い山の頂上を選択した。画面左には常緑の針葉樹が生え、遠景には緑に覆われた山々と青くかすんだ山が見える。画面左下には「Gio. B. Tiepolo」と署名している。
ティエポロは生涯を通じて神話を題材にした絵画を描いて人気を博したが、神話を描く際のティエポロの解釈と構想は多様かつ独創的である。本作品はそうした神話画の中でもユニークな作品となっている。実際、ヴェネチア派の典型である中心からずれた構図を使用しているが、劇的で感情的な激しさを備えた本作品のような例はティエポロの他の作品には見ることができない。アポロンの前進する動きが構図の中でダフネを後方へ押しやるように見え、ペネイオスはアポロンの前進を止めようとしっかり腰を下ろして身構えている。キューピッドが隠れているのは、この場面のすぐ後に待つアポロンの怒りを避けるためである。
一説によるとフィラデルフィア美術館所蔵の『ヴィーナスとウルカヌス』（Venere e Vulcano）と対作品で、戸口の上を装飾するソプラポルトとして制作された。両作品のサイズはほぼ同じであり、2人の神話上の女性の裸体が一方は明るい屋外で背中を向けて座り、もう一方は鍛冶神ウルカヌスの仕事場の燃える炉の近くに座り、たがいに向かい合うことで構図的にバランスを取っている。加えてペネイオスとウルカヌスの鮮やかな赤い布は作品間のリズムを強調している。おそらく小型のキャビネット絵画として描かれたと思われる。
ティエポロの署名には日付がないものの、筆遣いの自由さと流動性から1750年代後半の作品と考えられている。様式的に類似しているのはコペンハーゲン国立美術館所蔵の神話画『アポロンとマルシュアス』（Apollo e Marsia）で、同様のスケッチ風の筆致で人物像が描かれ、全体的に明るい色調が支配的である。

## 来歴
絵画は1849年以降『ヴィーナスとウルカヌス』とともに、ウィーンの画家で美術商のフリードリヒ・ヤーコプ・グセルに所有されたことが知られている。所有者が1871年に死去すると、その翌年の1872年3月14日にウィーンのクンストラーハウス（Künstlerhaus）で美術商ゲオルク・プラッハ（Georg Plach）によって競売にかけられると、絵画はパリへと渡り、エドゥアール・カン（Édouard Kann）、デラニー夫人（Mme Delaney）らによって所有された。デラニー夫人は1933年6月9日にパリのシャルパンティエ画廊で売却、その後、絵画を入手したピエール・ラウス（Pierre Lauth）もまた1950年5月23日にシャルパンティエ画廊で売却した。同年にニューヨークのサミュエル・H・クレス財団（Samuel H. Kress Foundation）が購入し、1952年にナショナル・ギャラリー・オブ・アートに寄贈した。

## ギャラリー
ティエポロの関連作品

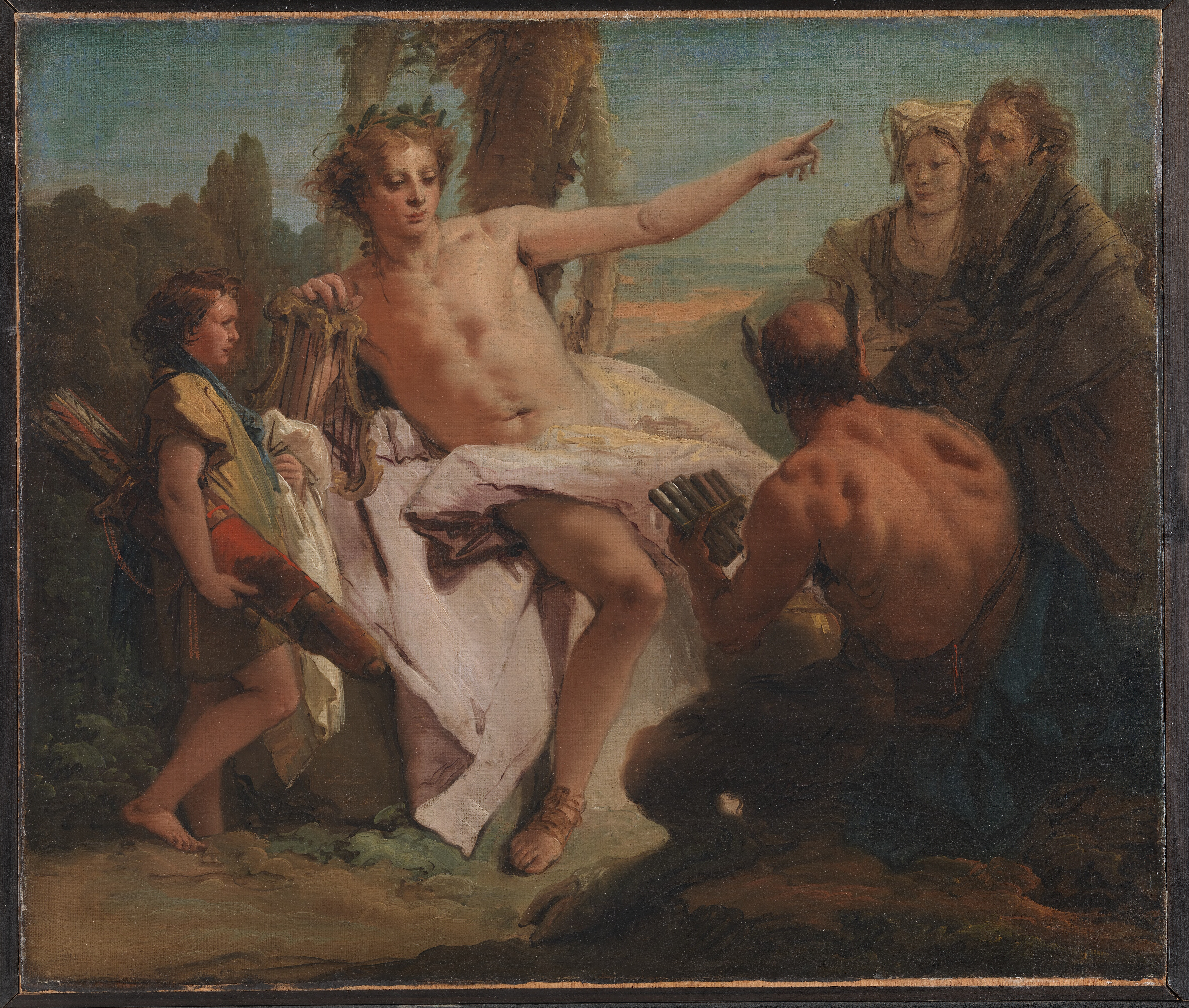
『アポロンとマルシュアス』1757年 コペンハーゲン国立美術館所蔵
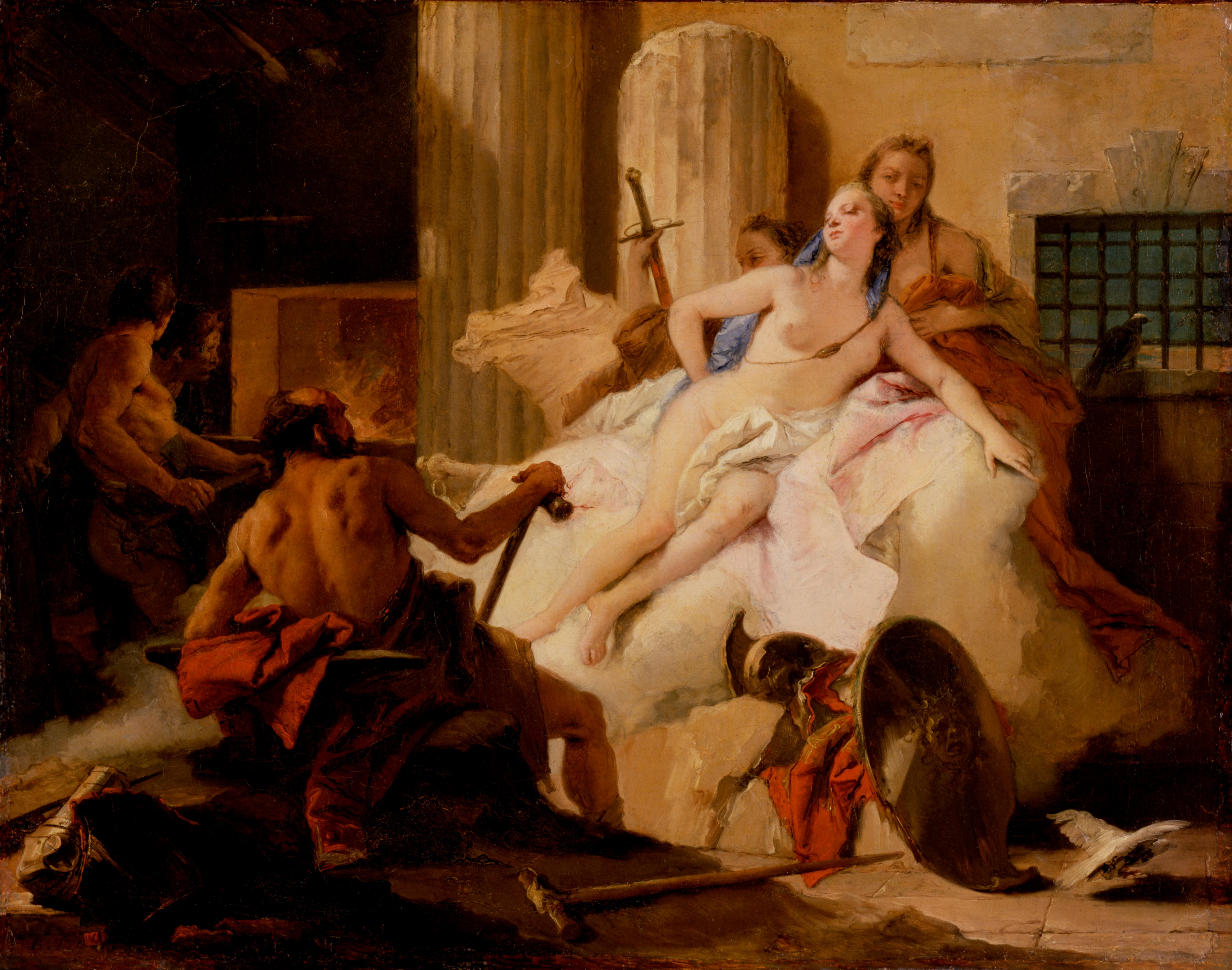
『ヴィーナスとウルカヌス』1765年-1766年 フィラデルフィア美術館所蔵